# Jezuïetenkerk (Wenen)
De Jezuïtenkerk of Universiteitskerk in de Oostenrijkse hoofdstad Wenen is een 18e-eeuws kerkgebouw aan het Ignaz-Seipel-Platz in de oude universiteitswijk in de binnenstad van Wenen.
Het kerkgebouw is ontworpen door Andrea Pozzo en gebouwd onder zijn leiding tussen 1703 en 1705. Het kerkgebouw heeft een hoge façade. Het interieur heeft marmeren zuilen voor de kapellen en plafondfresco's die getuigen over het feit dat de jezuïeten niet bang waren een standpunt in te nemen. Ze waren een drijvende kracht in de Contrareformatie.
De reden dat de jezuïeten zich op deze plek vestigden is dat ze vlak bij de Universiteit van Wenen wilden zitten, nu de Oude Universiteit genoemd. De jezuïeten vestigden zich hier in 1620.